# BLU-82

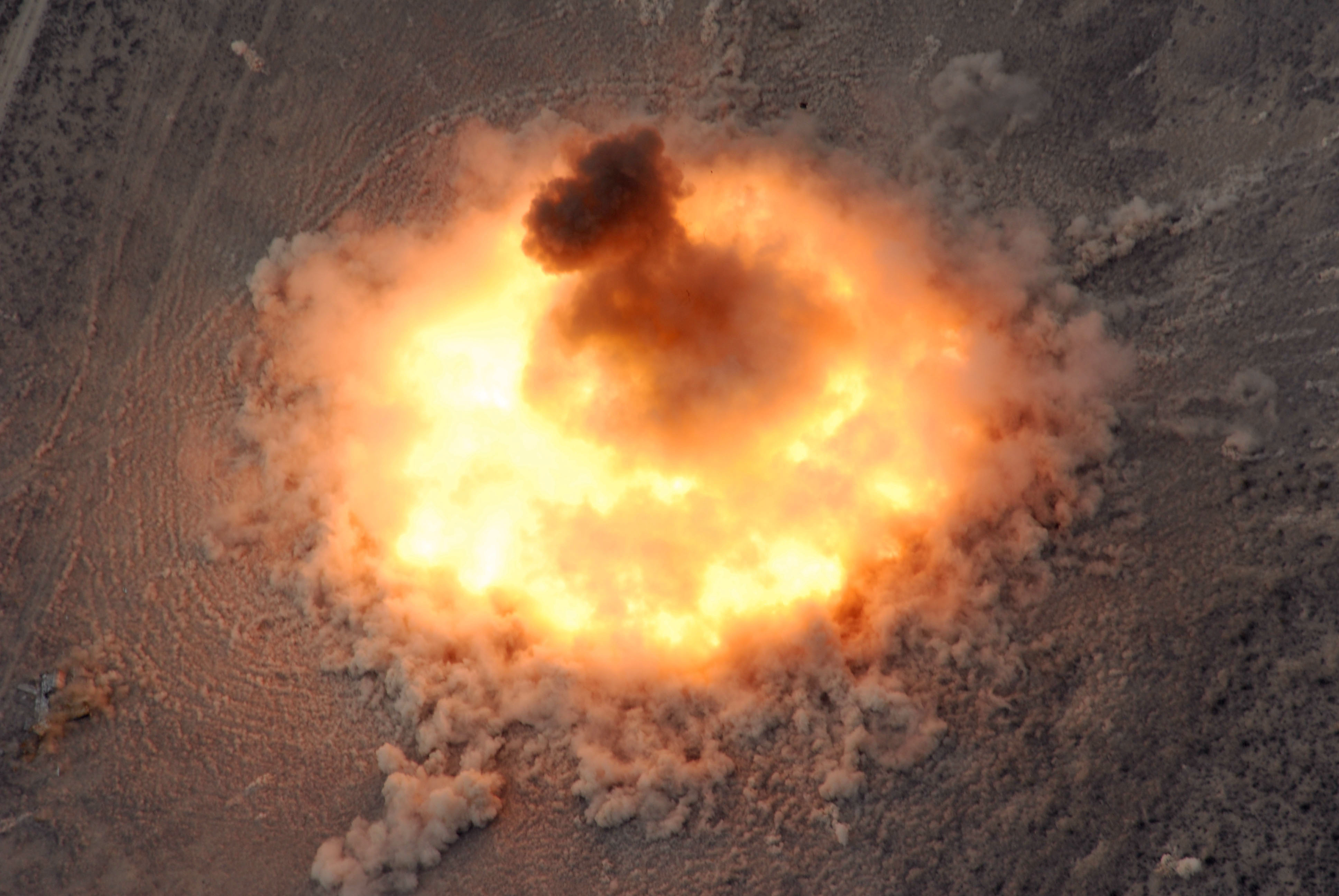
Eksplozja bomby BLU-82 na poligonie w Utah, 2008

BLU-82 (ang. Daisy Cutter) – amerykańska konwencjonalna, burząca bomba lotnicza używana głównie przez USAF. BLU jest akronimem od ang. Bomb Live Unit. 
Nazwa Daisy Cutter wywodzi się z czasów wojny w Wietnamie, gdzie została po raz pierwszy użyta bojowo. Daisy Cutter była slangową nazwą bomby BLU-82 oficjalnie nazywanej Commando Vault, służącej do oczyszczania lądowisk dla śmigłowców. Bomba tego typu, ze względu na znaczną masę była zrzucana zazwyczaj z samolotów transportowych C-130 Hercules i wyposażona w spadochrony, jeden wspomagający wyciągnięcie umieszczonej na specjalnej podstawie bomby z przestrzeni ładunkowej, oraz drugi przytwierdzony do bomby i zmniejszający prędkość jej opadania. Minimalny pułap zrzutu 2000 metrów. BLU-82 ze specjalnym zapalnikiem była zdolna oczyścić teren o promieniu od 100 do 300 metrów. W wersji ze zwykłym zapalnikiem nosiła nazwę Big Blue 82.
Pierwszy raz użyto tego typu bomby w Wietnamie 23 marca 1970 roku. Daisy Cutter była wyposażona w specjalny zapalnik w postaci pręta o długości od 0,3 do 2 metrów powodujący jej detonację nad powierzchnią gruntu dzięki czemu, fala uderzeniowa rozchodziła się na boki nie wybijając krateru, umożliwiając utworzenie w gęstej roślinności dżungli lądowiska dla śmigłowców.
Ze względu na znaczną siłę eksplozji powodującej olbrzymi podmuch i wstrząs gruntu stosowano je jako narzędzie wojny psychologicznej w 2001 roku podczas ataku na Afganistan i górski kompleks umocnień Talibów, jaskiń Tora Bora. Bomby BLU-82 zastosowano także w 1991 roku podczas działań w Zatoce Perskiej, pierwotnie jako środek do niszczenia pól minowych (próby te zakończyły się niepowodzeniem, gdyż nie wszystkie miny ulegały zniszczeniu). Ogólnie podczas I wojny w Zatoce Perskiej zrzucono 11 bomb tego typu.
Ładunek wybuchowy BLU-82 stanowi mieszanina azotanu amonu, proszku aluminiowego i polistyrenu nazywana GSX. Podczas wybuchu najpierw następuje rozrzucenie mieszaniny w powietrzu a następnie jej zapłon. Ten sposób eksplozji podobny do zasady działania broni termobarycznej nazywanej również paliwowo-powietrzną, powoduje, że czasem błędnie zalicza się BLU-82 do tej kategorii. Bomby termobaryczne wypełnione są mieszaniną materiałów wybuchowych, które eksplodując pobierają tlen z powietrza atmosferycznego, natomiast wypełniający BLU-82 GSX zawiera już konieczny do zapłonu utleniacz.
Masa własna BLU-82 wynosi 6800 kg, ale Siły Powietrzne USA zleciły konstrukcję większej bomby tego typu, o nazwie MOP i masie 13600 kg, która może być zrzucana z samolotów B-52 Stratofortress, B-2 Spirit, B-1 Lancer.